# Alexandru Brezniceanu
Alexandru Brezniceanu, (n. 19 iunie 1941, Corlățel, județul Mehedinți - 2020), a fost un politician român, deputat în legislatura 1990-1992 ales pe listele FSN, iar în legislaturile 1992-1996 și 1996-2000, ales pe listele PD. Alexandru Brezniceanu a fost profesor de matematică, căsătorit și tată a doi copii. În cadrul activității sale parlamentare în legislatura 1990-1992,  Alexandru Brezniceanu a fost membru în grupurile parlamentare de prietenie cu Venezuela, Franța, Bulgaria, Statul Israel, Regatul Thailanda, Republica Populară Chineză, Mongolia, Republica Coreea, Canada, Liban și Spania. În cadrul activității sale parlamentare în legislatura 1996-2000,  Alexandru Brezniceanu a fost membru în grupurile parlamentare de prietenie cu UNESCO, Albania, Suedia și Maroc. 
1. ↑  - (8 februarie 2024), Reputatul om politic Alexandru Brezniceanu a încetat din viață, Cuvântul Libertăţii